# Luis Stewart Pérez
Luis Stwart Pérez Alguera (Corredores, Puntarenas, Costa Rica, 17 de marzo de 1987), conocido deportivamente como Luis Stewart Pérez, es un futbolista costarricense que juega de mediocentro ofensivo y está sin equipo. 
Se destaca por su gran calidad técnica y facilidad a la hora de enganchar, teniendo un juego dotado de un estilo muy particular, por el frecuente uso de los cambios de ritmo bruscos a la hora de eludir, y el gran talento para definir de vaselina. Fue integrante de la Selección Sub-20 de Costa Rica en el mundial de Canadá 2007, así como en el torneo previo al Preolímpico de Concacaf de 2008 con la categoría Sub-23.
Es destacado como uno de los grandes ídolos de la afición del Pérez Zeledón, club en el que tuvo dos etapas. Su primer periodo abarcó desde agosto de 2006 hasta mayo de 2009, donde tuvo 95 apariciones y marcó 10 goles. Después se marchó para firmar con el Cartaginés, un histórico del balompié costarricense. Sin tener un gran rendimiento, Luis Stewart fue sacado de la plantilla en abril de 2011.
Su segunda etapa en los Guerreros del Sur fue entre 2011 y 2017. Más experimentado, Pérez se volvería uno de los líderes futbolísticos del conjunto generaleño, siendo pieza importante para los entrenadores que ejercieron su profesión en el equipo. Contabilizó 196 presencias, obtuvo 27 anotaciones y 54 asistencias. En abril de 2017 se hizo oficial su vínculo en el Deportivo Saprissa.

## Trayectoria

### Pérez Zeledón
Luis Stewart comenzó su carrera deportiva en el Pérez Zeledón. En la primera fecha del Torneo de Apertura, correspondiente a la temporada 2006-07 de la Primera División costarricense, tuvo lugar el 5 de agosto donde su equipo enfrentó a Santacruceña en el Estadio Municipal. Bajo la dirección técnica de Johnny Chaves, el mediocentro no tuvo participación en este cotejo y el marcador fue de triunfo 1-0, con gol de Alexánder Madrigal al minuto 83'. Debutó oficialmente el 27 de agosto, en la visita al Estadio Morera Soto contra Alajuelense. En esa oportunidad apareció en el once titular, salió de cambio al minuto 70' por el colombiano Tirso Guío y las cifras de 0-3 favorecieron en la victoria de los generaleños. Al término de las 16 jornadas, los pezeteros se ubicaron en el segundo puesto del grupo B, con 28 puntos y por lo tanto en zona de clasificación a la ronda eliminatoria. El 25 de noviembre se efectuó el partido de ida de los cuartos de final, en el cual su grupo tuvo como rival al Herediano, en el Estadio Rosabal Cordero. El marcador culminó con derrota de 3-0. Para la vuelta, el 2 de diciembre, su club lograría la histórica remontada tras vencer a los florenses con resultado de 4-1. Debido al empate 4-4 en el agregado, la serie se llevó a los lanzamientos desde el punto de penal, los cuales dieron la ganancia a los Guerreros del Sur. El 9 de diciembre fue la semifinal de ida en condición de local ante Alajuelense, cotejo que finalizó en pérdida de 0-2. A pesar de ganar 0-1 en la vuelta disputada el 14 de diciembre, su equipo quedaría eliminado del certamen por el global de 2-1.
Para el Torneo de Clausura 2007, su club avanzó a la siguiente etapa tras ubicarse en el tercer lugar del grupo B con 24 puntos. En los últimos días de abril, su grupo enfrentó, por los cuartos de final, al conjunto de Puntarenas. El empate sin goles en la ida y la derrota 2-0 provocaron la eliminación de los generaleños. Estadísticamente, el centrocampista alcanzó la cifra de 29 presencias y marcó cuatro goles.
Los organizadores de las competencias de liga costarricense variaron el formato para implementar los torneos cortos. En el Campeonato de Invierno 2007, los Guerreros del Sur lograron el tercer lugar del grupo B con 20 puntos, para asegurar un puesto en los cuartos de final. Sin embargo, su equipo saldría derrotado en esta serie contra Alajuelense. Por su parte, Pérez estuvo en 13 compromisos y anotó dos tantos.
En el Campeonato de Verano 2008, el jugador tuvo una regularidad de 19 encuentros disputados, en los que no pudo concretar goles. El Pérez Zeledón fue tercero del grupo B de la clasificación y enfrentó los cuartos de final ante el Herediano. El 11 de mayo fue la ida y culminó con igualdad de 1-1, mientras que en la vuelta de tres días después, su club aseguró la victoria con cifras de 2-1. La derrota con marcador global de 5-3 frente a Alajuelense, en semifinales, dejó a su equipo eliminado nuevamente.
Su presencia en la demarcación de mediocentro ofensivo le permitió ser constante en cada juego, teniendo 17 apariciones con dos goles en el Campeonato de Invierno 2008. Por otro lado, su equipo avanzó a los cuartos de final y eliminó en esta serie a Liberia Mía, mediante los penales. No obstante, su grupo fue eliminado en semifinales por el Deportivo Saprissa.
Al igual que en el torneo anterior Luis Stewart, en el Campeonato de Verano 2009, participó en 17 ocasiones en las cuales obtuvo dos anotaciones. Su club fue tercero del grupo B con 23 puntos y avanzó a los cuartos de final, siendo derrotado por Liberia Mía.

### C. S. Cartaginés
El 14 de mayo de 2009, el Pérez Zeledón y el Cartaginés alcanzaron un acuerdo para el traspaso de Pérez. Debutó como brumoso el 26 de julio, correspondiente a la primera jornada del Campeonato de Invierno, contra el Puntarenas en el Estadio "Lito" Pérez. En esa oportunidad fue titular, salió de relevo al minuto 58' por Rodolfo Gabriel Cartín y el marcador finiquitó balanceado sin goles. El 8 de noviembre anotó su primer tanto en la visita al Estadio Edgardo Baltodano, escenario en el que su equipo enfrentó a Liberia Mía. El centrocampista realizó el gol del transitorio 0-3 y el resultado culminó en victoria con cifras de 2-3. Al término de la fase de clasificación, los cartagineses aseguraron el segundo puesto del grupo A con 24 puntos. La ida de los cuartos de final tuvo lugar el 9 de diciembre, en la visita ante Puntarenas. Por otro lado, Luis Stewart estuvo en el once inicial, fue reemplazado por Ignacio Aguilar al minuto 79', y su club sufrió la derrota de 2-1. La vuelta fue cuatro días posteriores como local, y el empate 1-1 fue insuficiente para los blanquiazules por el global de 3-2. Estadísticamente fue partícipe en 18 cotejos y consiguió solo un tanto.
Para el Campeonato de Verano 2010, el jugador solo tuvo 11 presencias y su equipo atravesó por un bajo rendimiento que lo dejó fuera de la zona de clasificación, esto después de ubicarse en el quinto puesto con 20 puntos.
La primera jornada del Campeonato de Invierno 2010 se efectuó el 24 de julio, contra Alajuelense en el Estadio Morera Soto. El futbolista ingresó de cambio por Danny Fonseca al minuto 23', salió expulsado antes del cierre del compromiso y el marcador se consumió en la derrota de 2-0. Su único gol en la competencia fue en la jornada 12, en la victoria de 1-0 sobre su exequipo Pérez Zeledón. Una vez finalizada la etapa de clasificación, su conjunto alcanzó la segunda posición del grupo A con 23 puntos. La ida de los cuartos de final se desarrolló el 13 de noviembre ante Brujas en el Estadio "Cuty" Monge. Luis Stewart recibió tarjeta amarilla al minuto 33' y el encuentro se definió en triunfo de 2-3. La vuelta fue una semana después en el Estadio "Fello" Meza, en la cual Pérez entró de cambio al inicio del segundo tiempo por Eduardo Valverde, pero salió expulsado al minuto 90'. El empate de 1-1 fue suficiente para avanzar a la siguiente instancia. Las dos pérdidas en semifinales frente a Alajuelense marcaron la eliminación de los brumosos. Estadísticamente, el mediocentro estuvo en 15 partidos y realizó un tanto.
En el inicio del Campeonato de Verano 2011, Luis disputó la totalidad de los minutos de la primera jornada, en la igualdad a un gol de local ante Alajuelense, esto el 9 de enero. Su club, al asegurar el tercer lugar del grupo A con 28 puntos, le permitió acceder a la ronda de los cuartos de final. En la ida de esta serie, llevada a cabo el 10 de abril, su conjunto empató 1-1 contra San Carlos. Una semana posterior fue la vuelta en el Estadio Carlos Ugalde, donde el marcador fue con derrota por goleada de 4-1, por lo que los blanquiazules volvieron a quedar eliminados. El centrocampista participó 12 compromisos y no consiguió anotaciones. El 26 de abril se confirmó la salida del jugador del equipo, junto a los otros futbolistas Leonardo Madrigal, Daniel Jiménez, Sergio Martínez y Carlos Rodríguez.

### Pérez Zeledón
Luego de quedar libre, retornó al Pérez Zeledón de cara al Campeonato de Invierno 2011. Su debut en la competencia debió esperar hasta la novena jornada, realizada el 7 de septiembre, en la cual su equipo enfrentó de local al Santos de Guápiles. Luis Stewart entró como variante por Albán Gómez al minuto 59', dio una asistencia a Juan Diego Monge y el marcador de 2-1 favoreció a los generaleños. El 16 de noviembre fue expulsado en el juego contra el Herediano al minuto 38', en la ganancia de 2-1. Su club acabó en el sexto lugar de la tabla con 26 puntos, mientras que el mediocampista vio acción en 11 oportunidades.
Para el Campeonato de Verano 2012, la regularidad del jugador crecería positivamente, obteniendo un total de 15 participaciones. Por otro lado, los Guerreros del Sur consolidaron el liderato con 37 puntos y enfrentaron las semifinales ante Herediano. La ida tuvo lugar el 28 de abril en el Estadio Rosabal Cordero, cuyo resultado terminaría en empate 1-1. Para la vuelta dada el 6 de mayo en el Estadio Municipal, su equipo salió derrotado con marcador de 0-2, quedando eliminado.
El 25 de julio de 2012 comenzó oficialmente el Campeonato de Invierno, en condición de visita contra el Deportivo Saprissa. Por su parte, Pérez sustituyó a Rigoberto Salas al minuto 61' y el resultado culminó en derrota de 3-1. El jugador incrementó su número de presencias en este torneo con 22 y aportó dos goles, uno contra Belén y otro frente a Limón. Su equipo no logró la clasificación a la siguiente ronda por terminar en el séptimo lugar de la tabla.
En el Campeonato de Verano 2013, el centrocampista anotó tres goles en 24 encuentros disputados, uno sobre Belén y un doblete contra Alajuelense. Al igual que el año anterior, su club volvió a avanzar a la etapa de eliminación, siendo esta vez en el cuarto sitio de la tabla. Sin embargo, su conjunto fue derrotado en las semifinales de ida y vuelta ante el Herediano.
Luis Stewart disputó la totalidad de los minutos en la fecha inaugural del Campeonato de Invierno 2013, el 11 de agosto como visitante en el Estadio Nacional frente al Deportivo Saprissa, partido que concluyó con la pérdida de 4-2. El jugador se posicionó como interior izquierdo en los compromisos que tuvo acción, alcanzando la cifra de 17 presencias. Su grupo fue noveno de la tabla con 23 puntos.
El 12 de enero de 2014 empezó el Campeonato de Verano 2014 ante el Deportivo Saprissa. Por otra parte, el futbolista recibió una falta de penal que posteriormente fue convertido, al minuto 82', por su compañero Brunet Hay, para la primera victoria con cifras de 1-2. Su único gol en el torneo fue en la segunda jornada en el empate 2-2 contra Belén. Al término de las 22 fechas, su conjunto obtuvo el décimo lugar con 23 puntos y el centrocampista participó en 17 compromisos.
Para el Campeonato de Invierno 2014, el mediocentro anotó cuatro goles hacia rivales como el Herediano, Uruguay de Coronado, Cartaginés y Santos de Guápiles, cuyos encuentros finalizaron con victorias. Su presencia fue fundamental y se convirtió en uno de los futbolistas más regulares de la plantilla por estar en 21 de los 22 partidos que enfrentó su equipo.
A pesar de que su número de participaciones bajó a 17 en el Campeonato de Verano 2015, Pérez siguió mostrando su buen rendimiento al contabilizar dos dobletes en los triunfos sobre Carmelita y AS Puma Generaleña. La razón por la que disminuyó su cantidad de apariciones se debió a una lesión que le alejó por cinco juegos. En esta competencia, los pezeteros acabaron como quintos de la tabla con 32 puntos.
El Campeonato de Invierno 2015 se tornó irregular para su club, siendo dirigido inicialmente por el colombiano José Eugenio Jiménez. A causa del bajo rendimiento en siete fechas, la dirigencia nombró a Freddy Fernández de manera interina y a partir de la jornada 11 el puesto fue asumido por el brasileño Flavio Da Silva. El jugador anotó cuatro goles en total cuyos adversarios fueron Carmelita, Uruguay de Coronado, Cartaginés y Belén. Las 13 derrotas que sufrió el conjunto generaleño ubicaron a su equipo en el último puesto con 15 puntos, y por lo tanto en zona de descenso al término de la primera mitad de la temporada. El centrocampista participó en 17 encuentros de este certamen.
Con la llegada del entrenador Mauricio Wright, su club salió rápidamente de la última casilla mediante cuatro victorias y un empate, en tan solo cinco jornadas del Campeonato de Verano 2016. Luis se consolidó como el capitán de su grupo, pero el 11 de febrero se confirmó una lesión en la rodilla derecha, la cual evidenció un desgarro en el ligamento cruzado anterior. Posteriormente fue operado y se perdió el resto de la competencia.
Hizo su regreso a las canchas el 12 de septiembre de 2016, por la jornada 11 del Campeonato de Invierno contra San Carlos. El director técnico argentino José Giacone ordenó el ingresó de Pérez como variante por Andrés Lezcano al minuto 78' y el resultado fue con cifras de victoria 3-0. El 6 de noviembre marcó un gol en la derrota de local 1-2 ante el Deportivo Saprissa. En total alcanzó 10 presencias y su conjunto quedó en el octavo lugar con 24 puntos.
El torneo con más productividad para el jugador, vistiendo la camiseta del Pérez Zeledón, fue en el Campeonato de Verano 2017, anotando siete goles en 21 encuentros de liga, con un total de 1849 minutos disputados. Su equipo ocupó la quinta posición de la tabla, igualado en puntos con el cuarto puesto del Santos de Guápiles, pero el criterio de gol diferencia favoreció a los santistas los cuales avanzaron a la cuadrangular final.

### Deportivo Saprissa
El 20 de abril de 2017, se anunció mediante un comunicado de prensa la llegada del futbolista al Deportivo Saprissa, ignorando la oferta de renovación con el Pérez Zeledón. Fue firmado como nuevo refuerzo para la siguiente temporada por el periodo de un año, con la posibilidad de prórroga. Su presentación de manera formal tuvo lugar el 31 de mayo en conferencia de prensa, junto a los otros refuerzos Lemark Hernández y Jerry Bengtson.
Su debut en el Torneo de Apertura 2017 se produjo el 30 de julio en el Estadio "Fello" Meza de Cartago, escenario en el que su conjunto fungió como local contra Carmelita. Luis, por su parte, apareció en el once inicial con la dorsal «18», salió de relevo por Ulises Segura al minuto 62' y aportó un gol en la victoria con cifras de 4-2. El 9 de septiembre se reencontró con la anotación en el juego frente al Herediano, desarrollado en el Estadio Rosabal Cordero, a través de un remate de izquierda tras haber recibido un «taquito» de David Ramírez al minuto 31'. El resultado terminó igualado 1-1. Los saprissistas avanzaron a la cuadrangular en el segundo sitio con 43 puntos, y al cierre de la misma, el conjunto tibaseño quedó sin posibilidades de optar por el título. El centrocampista terminó el certamen con diecinueve presencias, marcó dos tantos y dio tres asistencias.
Con miras al Torneo de Clausura 2018, su equipo cambió de entrenador debido al retiro de Carlos Watson, siendo Vladimir Quesada —quien fuera el asistente la campaña anterior— el nuevo estratega. Luis Stewart regresó de su lesión en la primera fecha del 7 de enero ante Liberia, en el Estadio Edgardo Baltodano. El centrocampista ingresó de cambio por Daniel Colindres al minuto 72' y el resultado terminaría en victoria por 0-3. El 20 de mayo se proclama campeón del torneo con su club tras vencer al Herediano en la tanda de penales. El volante sumó un total de catorce apariciones y dio una asistencia. Poco después firmó el contrato de ampliación a un año adicional.
Debuta en el Torneo de Apertura 2018 el 22 de julio con victoria de su equipo por 2-1 sobre el Santos de Guápiles. Concluyó el certamen con dieciséis apariciones.
Tras superar una lesión en el menisco externo, Luis Stewart pudo afrontar su primer partido del Torneo de Clausura 2019 el 16 de febrero ante Grecia, en el Estadio Ricardo Saprissa por la undécima fecha. Destacó con un doblete a los minutos 10' y 45' para la victoria de su conjunto por 4-2.
Durante la pretemporada de cara al Torneo de Apertura 2019, el jugador sufrió una lesión de menisco que le impidió jugar. El 26 de noviembre se proclama campeón de Liga Concacaf, tras vencer en la final al Motagua de Honduras.
Volvió a disputar un partido oficial el 22 de enero de 2020 contra Pérez Zeledón, donde entró de cambio al minuto 67' por Walter Cortés. El 29 de junio alcanzó el título nacional con Saprissa, luego de superar la serie final del Torneo de Clausura sobre Alajuelense. El jugador obtuvo once apariciones.

### Pérez Zeledón
El 21 de julio de 2020, se oficializa la cesión de Luis Stewart en el Pérez Zeledón, uniéndose al club por un año en condición de préstamo.

## Selección costarricense

### Categorías inferiores

#### Torneo Sub-20 de Concacaf 2007
El jugador fue tomado en cuenta por el entrenador Geovanni Alfaro para disputar, con la Selección Sub-20 de Costa Rica el Torneo de la Concacaf 2007 con miras hacia el Mundial de la categoría ese mismo año. La competencia fue distribuida en los países de Panamá y México, con un grupo cada uno. A su nación le correspondió el grupo B con sede en territorio mexicano, específicamente en el Estadio Banorte de Culiacán, Sinaloa. El primer compromiso tuvo como fecha el 21 de febrero, donde su grupo enfrentó al combinado de Jamaica. Los goles de sus compañeros Celso Borges y Jean Carlos Solórzano fueron fundamentales en la victoria de 0-2. Para el encuentro de dos días después, los costarricenses volvieron a triunfar, siendo esta vez con cifras de 3-2 sobre San Cristóbal y Nieves, mientras que el 25 de febrero se presentó el empate de 1-1 ante el anfitrión México. Con estos resultados, los Ticos quedaron igualados en puntos con los mexicanos, pero el gol diferencia determinó el segundo lugar para Costa Rica. Además, su país logró clasificar directamente a la Copa del Mundo.

#### Mundial Sub-20 de 2007
Para la Copa Mundial Sub-20 de 2007 cuya sede fue organizada en Canadá, el centrocampista quedó incluido en la lista final para disputar la competencia, igualmente del director técnico Geovanni Alfaro. El 1 de julio fue el debut de los costarricenses en el Royal Athletic Park de Victoria, Columbia Británica, escenario donde tuvo como adversario a Nigeria. Por su parte, Pérez participó 81 minutos, salió de cambio por Marlon Camble y el marcador fue con derrota de 1-0. Tres días después se desarrolló el compromiso contra Japón en el mismo estadio, lugar en el cual se presentó la nueva pérdida de 0-1. La tercera fecha del torneo fue el 7 de julio ante Escocia en el Estadio Swangard de Burnaby. A diferencia de los partidos anteriores, Luis Stewart permaneció en el banquillo mientras que sus compañeros Pablo Herrera y Jonathan McDonald marcaron los tantos para la única victoria con cifras de 1-2. El rendimiento mostrado por su selección le permitió colocarse como tercero del grupo F, y en la tabla acumulada de los otros países que obtuvieron el mismo puesto, no logró la clasificación a la siguiente fase.

#### Eliminatoria al Preolímpico de la Concacaf de 2008
El centrocampista fue convocado por Hernán Medford para llevar a cabo la eliminatoria al Preolímpico de Concacaf de 2008. Su país obtuvo el segundo lugar del grupo B, y por lo tanto debió disputar el repechaje contra Panamá. El encuentro de ida fue el 30 de noviembre de 2007 en condición de visitante. El único tanto lo marcó su compañero Ariel Santana, para el triunfo de 0-1. El 6 de diciembre, en la vuelta, el mismo resultado se repitió, esta vez con derrota en el Estadio Ricardo Saprissa. Debido a la igualdad de 1-1 en el global, los penales fueron requeridos para decidir al clasificado. Las cifras de 3-4 no favorecieron a su conjunto para el torneo final.

## Clubes
| Club               | País       | Año         | Partidos | Goles |
| ------------------ | ---------- | ----------- | -------- | ----- |
| Pérez Zeledón      | Costa Rica | 2006 - 2009 | 95       | 10    |
| C. S. Cartaginés   | Costa Rica | 2009 - 2011 | 56       | 2     |
| Pérez Zeledón      | Costa Rica | 2011 - 2017 | 196      | 27    |
| Deportivo Saprissa | Costa Rica | 2017 - 2020 | 69       | 4     |
| Pérez Zeledón      | Costa Rica | 2020 - 2023 | 69       | 12    |

## Palmarés

### Títulos nacionales
| Título                         | Club               | País       | Año  |
| ------------------------------ | ------------------ | ---------- | ---- |
| Primera División de Costa Rica | Deportivo Saprissa | Costa Rica | 2018 |
| Primera División de Costa Rica | Deportivo Saprissa | Costa Rica | 2020 |

### Títulos internacionales
| Título        | Club               | Sede     | Año  |
| ------------- | ------------------ | -------- | ---- |
| Liga Concacaf | Deportivo Saprissa | Honduras | 2019 |